# Montoro (Gerichtsbezirk)
Der Gerichtsbezirk Montoro ist einer der zwölf Gerichtsbezirke in der spanischen Provinz Córdoba.
Der Bezirk umfasst 9 Gemeinden auf einer Fläche von 1.812,84 km² mit dem Hauptquartier in Montoro.

## Gemeinden
| Gemeinde               | Einwohner (2024) | Fläche km² | Dichte Einw./km² | Cod INE | Postleitzahl |
| ---------------------- | ---------------- | ---------- | ---------------- | ------- | ------------ |
| Adamuz                 | 4.091            | 334,84     | 12               | 14001   | 14430        |
| Bujalance              | 7.134            | 124,81     | 57               | 14012   | 14650        |
| Cañete de las Torres   | 2.806            | 103,52     | 27               | 14014   | 14660        |
| Cardeña                | 1.422            | 512,87     | 3                | 14016   | 14445        |
| El Carpio              | 4.325            | 46,68      | 93               | 14018   | 14620        |
| Montoro                | 9.049            | 586,12     | 15               | 14043   | 14430        |
| Pedro Abad             | 2.817            | 23,46      | 120              | 14050   | 14630        |
| Villa del Río          | 6.863            | 22,07      | 311              | 14066   | 14840        |
| Villafranca de Córdoba | 4.886            | 58,47      | 84               | 14067   | 14420        |
| Gerichtsbezirk Montoro | 43.393           | 1.812,84   | 24               | –       | –            |